# Polveracchio
Il Polveracchio è un rilievo montuoso alto 1.790 m, situato fra i comuni di Campagna e Acerno, in provincia di Salerno, a non molta distanza dal confine con la provincia di Avellino.

## Descrizione
Fa parte dei monti Picentini di cui è la terza cima più alta dopo il Cervialto ed il Terminio (l'intero rilievo è parte integrante del Parco regionale Monti Picentini). Il versante del comune di Campagna rientra nell'Oasi naturale del Monte Polveracchio. Dalle sue falde nascono i fiumi Tusciano, Tenza, Acquabianca, Atri e Trigento. La vetta è raggiungibile attraverso Campagna percorrendo la Strada provinciale 31.

## Distanza dai centri abitati
Distanza in linea d'aria della vetta del Polveracchio dalle sedi dei comuni limitrofi:
- Acerno km 6.0 - Senerchia km 6.4 - Campagna km 6.6 - Laceno km 9.2 - Oliveto Citra km 9.5 - Salitto Castagneto km 10.1 - Calabritto km 10.3 * Olevano sul Tusciano km 11.5 - Montecorvino Rovella km 12.6 - Bagnoli Irpino km 13.0

## Cavità naturali
- Grotta della Prufunnata: si sviluppa sul versante sud-orientale del Monte Polveracchio ed è ubicata nel territorio comunale di Senerchia. L'ingresso è situato nel Vallone Varo Scalella e ha uno sviluppo planimetrico che supera i 400 m.

## Principali sentieri
- Acerno, sentiero del Piano di Bardiglia.
- Senerchia, sentiero Teglie - Piano Stattea - Lagarelli.
- Senerchia, sentiero Valle della Caccia - Polveracchio.
- Senerchia, sentiero Serrapiano - Monte Croce - Polveracchio.
- Calabritto, sentiero Piano Gaudo - Caserma Forestale - Polveracchio.
- Campagna, sentiero della Valle dei Tassi
- Campagna, sentiero dell'Acqua Menecale
- Campagna, sentiero centro storico-Monte Ripalta